# Drev (mekanik)

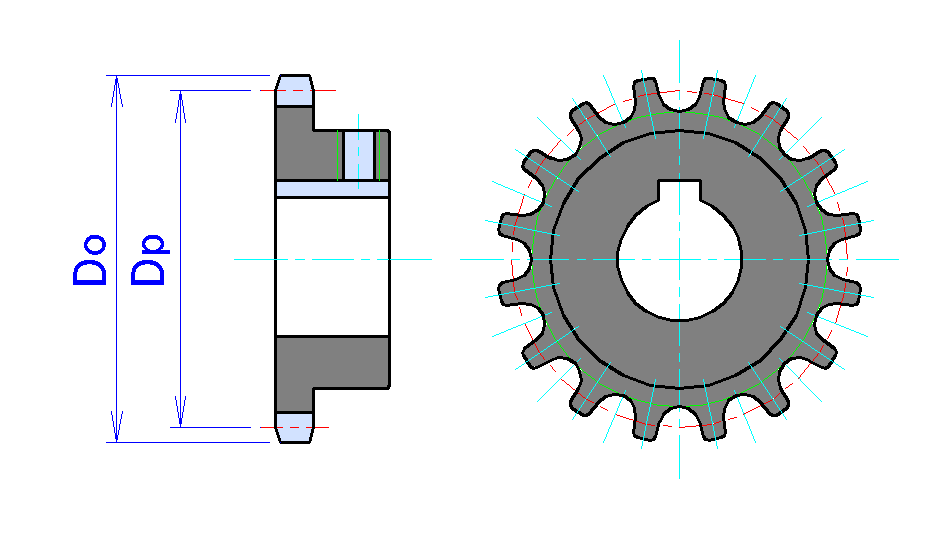
16-tandat kugghjul. Do = Kedjehjulets diameter. Dp = stigningsdiameter

Kedjedrev och kedja

Drev eller kedjehjul, är ett profilerat hjul med tänder som griper in i en kedja, spår eller annat perforerat eller indraget material. Namnet "kedjehjul" gäller generellt för alla hjul på vilka radiella utsprång griper in i en kedja som passerar över det. Det skiljer sig från en växel genom att kedjehjul aldrig är i ingrepp direkt, och skiljer sig från en remskiva genom att kedjehjul har tänder och remskivor är släta förutom kuggremsskivor som används med kuggremmar.
Kedjehjul används i cyklar, motorcyklar, bandfordon och andra maskiner antingen för att överföra roterande rörelser mellan två axlar där växlar är olämpliga eller för att ge linjär rörelse av en bana, hålremsa etc. Den kanske vanligaste formen av kedjehjul kan hittas i cykel, i vilken pedalaxeln bär ett stort kedjehjul, som driver en kedja, som i sin tur driver ett litet kedjehjul på bakhjulets axel. Tidiga bilar drevs också till stor del av kedjehjul och kedjemekanism, en praxis som till stor del kopierades från cyklar.
Kedjehjul är av olika design, maximal effektivitet hävdas för var och en av dess upphovsman. Kedjehjul har vanligtvis ingen fläns. Vissa kedjehjul som används med kamremmar har flänsar för att hålla kamremmen centrerad. Kedjehjul och kedjor används också för kraftöverföring från en axel till en annan där slirning inte är tillåten, drevkedjor används istället för remmar eller linor och kedjehjul istället för remskivor. De kan köras i hög hastighet och vissa former av kedja är så konstruerade att de är ljudfria även vid hög hastighet.

## Transport
När det gäller cykelkedjor är det möjligt att modifiera det totala utväxlingsförhållandet för kedjedriften genom att variera diametern (och därmed kuggantalet) på kedjehjulen på varje sida av kedjan. Detta är grunden för växelförare. En cykel med flera hastigheter, genom att tillhandahålla två eller tre drivande kedjehjul av olika storlekar och upp till 12 (från 2018) drivna kedjehjul i olika storlekar, tillåter upp till 36 olika utväxlingsförhållanden. De resulterande lägre utväxlingsförhållandena gör cykeln lättare att trampa uppför backar medan de högre utväxlingarna gör cykeln mer kraftfull att trampa i plan och nedförsbackar. På liknande sätt kan manuellt byte av kedjehjul på en motorcykel ändra egenskaperna för acceleration och toppfart genom att modifiera det slutliga utväxlingsförhållandet. Det slutliga utväxlingsförhållandet kan beräknas genom att dividera antalet kuggar på det bakre drevet med antalet kuggar på mellanaxelns drev. När det gäller lagerutväxlingen på en motorcykel, ger installation av ett mindre mellanaxeldrev (färre tänder) eller ett större bakdrev (fler tänder), ett lägre utväxlingsförhållande, vilket ökar motorcykelns acceleration men minskar dess toppfart. Att installera ett större mellanaxeldrev, eller ett mindre bakdrev, ger ett högre utväxlingsförhållande, vilket minskar motorcykelns acceleration men ökar dess toppfart.

## Kedjebandfordon

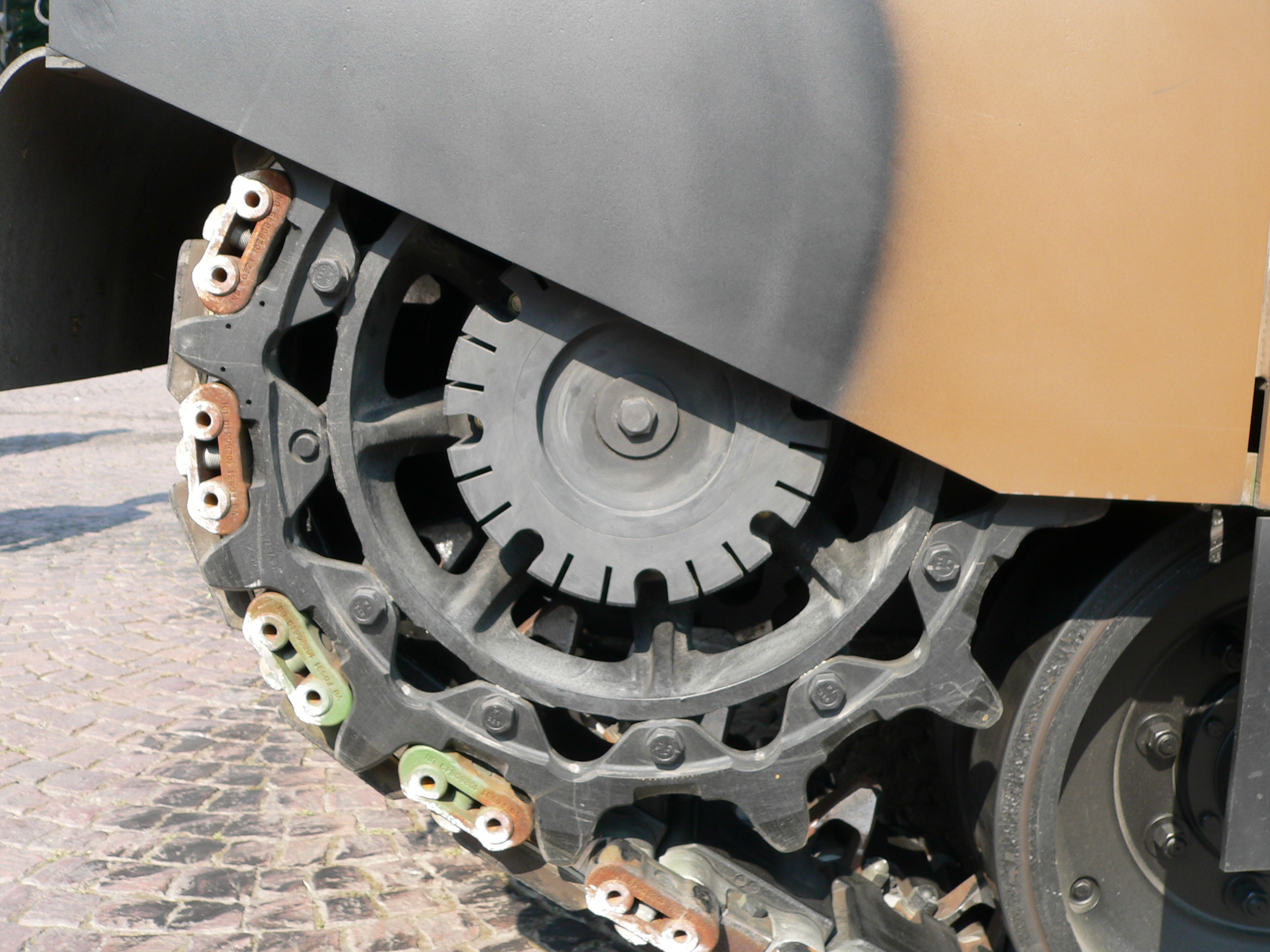
Kedjebandsdrev (Leclerc stridsvagn, 2006)

I fallet med fordon med larvband är det motordrivna kugghjulets överföringsrörelse till banden känd som drivkedjehjulet och kan vara placerat framtill eller baktill på fordonet, eller i vissa fall både och. Det kan också finnas ett tredje kedjehjul, förhöjt, som driver banden.

## Film och papper

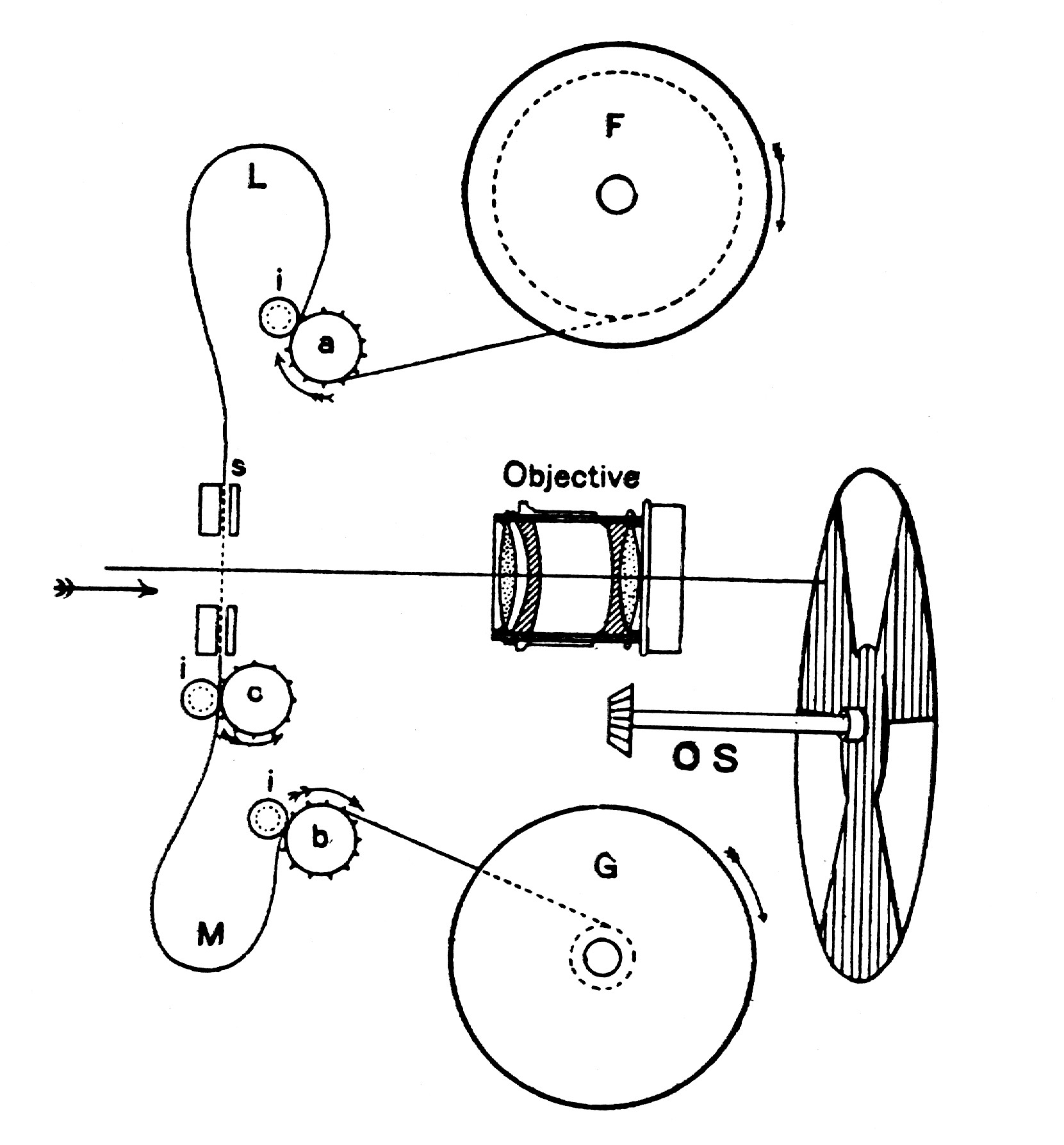
Mekanism för rörlig bild från 1914. Kedjehjulen a, b och c kopplar in och transporterar filmen. a och b rör sig med enhetlig hastighet och c indexerar varje bildruta av filmen på plats för projicering.

Kedjehjul används i filmtransportmekanismerna för filmprojektorer och filmkameror. I detta fall griper kedjehjulen in i perforeringar i filmmaterialet. Kedjehjulsmatning användes också för hålremsor och för pappersmatning till vissa datorskrivare.